# Hợp tác xã
Hợp tác xã là một tổ chức kinh doanh thuộc sở hữu và được điều hành bởi một nhóm các cá nhân vì lợi ích chung của họ. Hợp tác xã được Liên minh quốc tế hợp tác xã định nghĩa là "một hiệp hội tự trị của những người đoàn kết tự nguyện để đáp ứng nhu cầu chung của kinh tế, xã hội và văn hóa và nguyện vọng thông qua các doanh nghiệp đồng sở hữu và kiểm soát dân chủ". Hợp tác xã cũng có thể được định nghĩa là một doanh nghiệp thuộc sở hữu và thuộc quyền kiểm soát của những người sử dụng dịch vụ do hợp tác xã cung cấp hoặc của những người làm việc ở đó. Khía cạnh khác nhau liên quan đến hợp tác xã là trọng tâm của nghiên cứu trong lĩnh vực kinh tế hợp tác xã.

## Kinh tế hợp tác xã tại Việt Nam
Theo Luật Hợp tác xã năm 2012:
- "Hợp tác xã là tổ chức kinh tế tập thể, đồng sở hữu, có tư cách pháp nhân, do ít nhất 07 thành viên tự nguyện thành lập và hợp tác tương trợ lẫn nhau trong hoạt động sản xuất, kinh doanh, tạo việc làm nhằm đáp ứng nhu cầu chung của thành viên, trên cơ sở tự chủ, tự chịu trách nhiệm, bình đẳng và dân chủ trong quản lý hợp tác xã.
- Liên hiệp hợp tác xã là tổ chức kinh tế tập thể, đồng sở hữu, có tư cách pháp nhân, do ít nhất 04 hợp tác xã tự nguyện thành lập và hợp tác tương trợ lẫn nhau trong hoạt động sản xuất, kinh doanh nhằm đáp ứng nhu cầu chung của hợp tác xã thành viên, trên cơ sở tự chủ, tự chịu trách nhiệm, bình đẳng và dân chủ trong quản lý liên hiệp hợp tác xã.
- Khi hợp tác xã, liên hiệp hợp tác xã phát triển đến trình độ cao hơn thì sẽ hình thành các doanh nghiệp của hợp tác xã, liên hiệp hợp tác xã; doanh nghiệp của hợp tác xã, liên hiệp hợp tác xã hoạt động theo Luật doanh nghiệp"